# Electric Sukiyaki Girls
Albums de You'll Melt More!
New Escape Underground
(3 septembre 2013) Suimin City Destroyer
(31 décembre 2014)
EPs par You'll Melt More! × Hakoniwa no Shitsunaigaku
Hako Melt More!
(22 janvier 2014)
Albums par You'll Melt More!
Unforgettable Final Odyssey
(9 juillet 2014)
Electric Sukiyaki Girls est le 2e mini album du groupe japonais You'll Melt More! sorti en mai 2014.

## Détails de l'album
Il sort le 21 mai 2014 en une seule édition sur le label You'll Records, après un EP en duo avec le groupe groupe de rock Hakoniwa no Shitsunaigaku sorti sur T-Palette Records. Il atteint la 89e place du classement hebdomadaire des ventes de l'Oricon et reste classé pendant une semaine (voir fiche Oricon).
Toutes les chansons ont été écrites par Ai Kobayashi (voir fiche Discogs). Un des membres de ce groupe Hakoniwa no Shitsunaigaku, Hashidakazuma, a produit quelques chansons dans différents styles (hip-hop, rock, electro, pop...). Ce mini-album inclut 5 chansons inédites et leurs versions instrumentales.
Il s'agit du dernier EP du groupe agrandi à huit membres, après le départ de Yuizarasu en août 2014 (entre-temps est sorti un premier album studio en juillet auquel Yuizarasu participe) et la mise en repos de Yumikon en juin suivant pour des problèmes de santé (qui quittera finalement le groupe en décembre 2014)
Au même moment, le clip vidéo d'une des chansons de l'album Ikiro!! est mise en ligne sur YouTube en version courte.

## Pochette et titre
La pochette de l'album fait référence à celle de l'album A South Bronx Story de 1987 du groupe américain ESG.
Cet EP rend également hommage à ce groupe avec les chansons Asada et Amen ainsi qu'avec l'acronyme du titre de l'album lié aux trois premières lettres capitales du nom du groupe : ESG (à l'origine l'acronyme de Emerald, Sapphire and Gold) pour l'album Electric Sukiyaki Girls.

## Formation
Membre crédités sur l'album :
- Momopi (ももぴ)
- Yumikon (ゆみこーん)
- Kechon (けちょん)
- Yuizarasu (ゆいざらす)
- Chiffon (しふぉん)
- Yonapi (ようなぴ)
- Ano (あの)
- Chibo (ちーぼう)

## Liste des titres
| 1.  | Asada (あさだ)                                               | Ai Kobayashi / Hashidakazuma               | 3:05 |
| 2.  | Ikiro!! (生きろ!!)                                           | Ai Kobayashi / Koji Matsuzaka              | 4:32 |
| 3.  | Watashi no Hanashi, Kore de Oshimai (私の話、これでおしまい) | Ai Kobayashi / Maru (HONDALADY)            | 4:10 |
| 4.  | Amen (アーメン)                                              | Ai Kobayashi / Hashidakazuma               | 3:14 |
| 5.  | Sukiyaki (スキヤキ)                                          | Ai Kobayashi / Daichi Taya, Koji Matsuzaka | 5:42 |
| 6.  | Asada (Instrumental)                                         |                                            | 3:03 |
| 7.  | Ikiro!! (Instrumental)                                       |                                            | 4:29 |
| 8.  | Watashi no Hanashi, Kore de Oshimai (Instrumental)           |                                            | 4:10 |
| 9.  | Amen (Instrumental)                                          |                                            | 3:12 |
| 10. | Sukiyaki (Instrumental)                                      |                                            | 5:39 |